# FCPBA M1–M4
Die M1–M4 waren vier diesel-elektrische Triebwagen für den Personenverkehr, welche ab 1935 bis in die 1960er Jahre für die argentinische Ferrocarril Provincial de Buenos Aires (FCPBA, auf Deutsch: Provinzialbahn von Buenos Aires) im Einsatz standen. Alle Triebwagen wurden inzwischen ausrangiert und abgebrochen.

## Geschichte
1933 bestellte die FCPBA bei der Sociedad Española de Construcciones Babcock y Wilcox vier vierachsige diesel-elektrische Triebwagen. Der Auftrag wurde später an die Gebrüder Sulzer AG weitergegeben. Die Fahrzeuge sollten den unwirtschaftlichen Dampfbetrieb gewisser Personenzugkurse ersetzen und die Kapazität erhöhen. Es wurde ausschließlich Triebwagen für den Personenzugs- und leichten Gepäckverkehr gewünscht.

## Konstruktion

### Beteiligte Firmen
Die Leitung zum Bau der vier Triebwagen oblag der Gebrüder Sulzer AG aus Winterthur in der Schweiz. Sie lieferte auch die Dieselmotoren. Für die elektrische Ausrüstung wurde die Firma Brown, Boveri & Cie. in Baden beauftragt, während der Wagenkasten von Christoph & Unmack aus Niesky in der Oberlausitz, Deutschland stammte.
Die Firmen BBC und Christoph & Unmack lieferten ihre Komponenten an Sulzer. Dort wurden die Fahrzeuge zusammengebaut und Sulzer sorgte für die Inbetriebsetzung.

### Mechanischer und elektrischer Teil
Angetrieben wurden die Triebwagen von einem leichten Sulzer Viertakt-Sechszylinder-Reihenmotor, der sich an einem Triebwagenende befand. Die Motoren hatten eine Zylinderbohrung von 190 mm und 240 mm Hub. Dieser Dieselmotor lieferte bei 1100 Umdrehungen pro Minute 270 PS (198 kW) und konnte seine Leistung auf maximal 290 PS (213 kW) steigern.
Aus Rücksicht auf das Gewicht des Motorblocks und des Generators wurden der obere Teil des Zylinderblocks sowie die Lagerschilder und die Kurbelwellenlager aus Stahl-, respektive Aluminium-Siliziumguss gefertigt, während die Seitenwände des Zylinderblocks, des Kurbelgehäuses, der Grundplatte sowie der Hilfsrahmen aus geschweißtem Stahlblech bestand. Die Kolben bestanden aus Aluminium, die Kurbelwellen und Bolzen waren hohlgebohrt. Die Hauptlager hatten eine Weißmetallbeschichtung in Stahlschale und die großen Endlager Weißmetall auf Bronze.
An der Lufteinlassseite des Motors war zahnradgetriebene Nockenwelle, die die Ein- und Auslassventile betätigte. Auf der gegenüberliegenden Seite befand sich eine zweite Nockenwelle zum Antrieb der Kraftstoffpumpe. Alle Teile wurden unter Druck geschmiert. Eine motorbetriebene Pumpe sorgte für den notwendigen Druck.
Es wurde viel Wert darauf gelegt, die Übertragung von Vibrationen und Geräusche auf den Fahrgastraum zu minimieren. Dazu wurden zwischen Unterboden und der Grundplatte Gummiblöcke eingebaut.
Der Rückkühler des Dieselmotor-Kühlwassers saß auf dem Fahrzeugdach. Die Elemente waren in fünf Abschnitten in mehreren Ebenen terrassenförmig ausgebildet, sodass das Kühlwasser bei stillstehender Pumpe aus dem Kühler ablief. Die Kühlwasserpumpe war am Hauptgenerator montiert. Der Reservewasserbehälter im Maschinenraum fasste 240 Liter. Die Wassertemperatur sollte bei Volllast 80 °C nicht überschreiten. Im Maschinenraum befanden sich ebenfalls zwei Kraftstofftanks mit einem Fassungsvermögen von insgesamt 540 Litern. Alle Rohrleitungen waren farblich gekennzeichnet: Kraftstoff (Rot), Luft (Blau), Schmieröl (Braun) und Elektrokabel (Gelb).

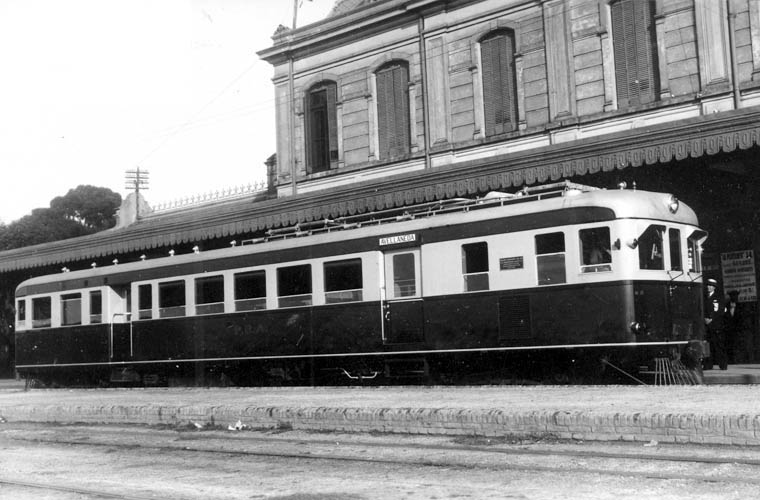
Abfahrbereiter Triebwagen der Serie M1–M4 als Alleinfahrer

Der Motor trieb einen selbstbelüftenden Gleichstromgenerator mit einer Dauerleistung von 144 kW an, der die elektrische Leistung an die zwei Antriebsmotoren lieferte. Die Maximalleistung lag bei 218 kW, 475 Volt und 460 Ampère. Der Generator lieferte einen Maximalstrom von 770 A und einer maximalen Spannung von 500 V.
Die beiden Traktionsmotoren befanden sich in dem Dieselmotor gegenüberliegenden Drehgestell. Je ein Motor trieb eine Achse an. Das andere Drehgestell war als Laufdrehgestell ausgebildet.
Die Elektromotoren hatten eine Dauerleistung von 75 kW bei 2280/min, 450 V und 188 A und eine Stundenleistung von 75 kW bei 1690/min, 365 V und 236 A.
Unter dem Wagenkasten befanden sich die Nickel-Eisen-Akkumulatoren für den Anlasser und die Beleuchtung, der Motorkompressor mit 6,8 PS (5 kW) für die Westinghouse-Druckluftbremse, die Totmann-Sicherheitssteuerung, ein Motorgenerator von 2 PS (1,5 kW) und einem Lichtgenerator. Ferner war eine Leiter für die Inspektion des Fahrzeugdachs untergebracht.

### Drehgestelle
Der Triebwagen hatte zwei Drehgestelle in geschweißter Bauform. Das Drehgestell unter dem Motorenblock war ein Laufdrehgestell, während das Drehgestell auf der gegenüberliegenden Wagenseite mit den beiden Traktionsmotoren ausgestattet war. Alle Radsätze wiesen SKF-Rollenlager auf. Die Radsätze waren an den Achsbüchsen an Schraubenfedern aufgehängt. Weitere Ausgleichsfedern dämpften die Überlagerungen des Wagenkastens.
Jeder Radsatz hatte zwei Bremsbacken, die über die Westinghouse-Druckluftbremse gesteuert wurden.

### Wagenkasten
Der Wagenkasten hatte einen geschweißten Rahmen mit Längsträgern. Das Dach über dem Dieselmotor war zum einfachen Ausbauen abnehmbar.

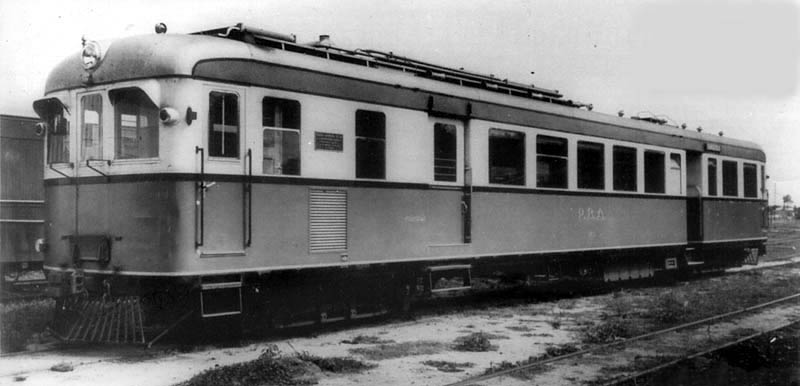
Typenansicht Fahrzeug M1–M4

Im Innern der Triebwagen waren 42 Abteile 2. Klasse mit simplen Holzbänken in der Wagenmitte. In dem dem Motor gegenüberliegenden Wagenende befanden sich 20 Sitzplätze 1. Klasse. Deren gefederte Sitzbänke waren mit Leder überzogen. Die Sitzanordnung in beiden Wagenklassen war 2+2 und pro Fenster gab es ein vollwertiges Viererabteil. Der Zugang zu den Abteilen beider Wagenklassen war über eine gemeinsame geschlossene Plattform mit einer Türe pro Fahrtrichtung realisiert. Dort war auch die Toilette, die über eine separate Türe zugänglich war. Neben dem Maschinenraum befand sich ein Gepäckabteil. Dieses Gepäckabteil hatte je eine Gepäcktür pro Fahrtrichtung. Im Maschinenraum gab es vier schmale Fenster. Alle seitlich angebrachten Fenster konnten zur Kühlung des Wageninnern heruntergelassen werden.
Der Wagenkasten war an den Enden leicht abgerundet, um den Luftwiderstand zu verringern. Die Wagen erreichten eine Höchstgeschwindigkeit von 80 km/h. An jedem Wagenende der vier Triebwagen gab es einen symmetrischen Führerstand mit einem rechts angeordneten Führerpult. Die Führerstände konnten über vier Türen erreicht werden: Mittig vom Innern des Fahrzeugs und von außen (Übergangstüre) sowie seitlich über zwei Türen mit Aufstiegstreppen.
Die Triebwagen waren mit einer Zug- und Stoßvorrichtung des Typs Henricot ausgerüstet, was die Mitnahme von weiteren Wagen ermöglichte. Mittels der Westinghouse-Druckluftbremse konnte das eigene wie auch die gekuppelten Fahrzeuge gebremst werden. Ferner war unter den Fahrzeugenden je ein Schienenräumer in Form eines Kuhfängers angebracht. Eine Einrichtung zur Vielfachsteuerung, resp. Fernsteuerung weiterer Triebwagen, fehlte. Zwar hatte die FCPBA vorgesehen, bei genügender Frequenz Pendelzüge mit noch zu erbauenden Steuerwagen zu bilden, führte dies jedoch nicht aus.

### Anstrich und Anschriften
Die vier Triebwagen hatten zu Beginn den gleichen Anstrich. Das Dach war dabei silber gestrichen und das Fensterband sowie die Trennlinie entlang der Schürzen waren crèmefarben gehalten. Die Partie über und unter dem Fensterband erhielt einen Anstrich in ocker.
In der Wagenmitte unter dem Fensterband war das Kürzel der Bahngesellschaft PBA in großen Lettern angebracht. Die jeweilige Fahrzeugbezeichnung M1–M4 befand sich an allen vier Ecken des Wagenkastens unter den Führerstandsfenstern und in der Wagenmitte unter dem Kürzel PBA.

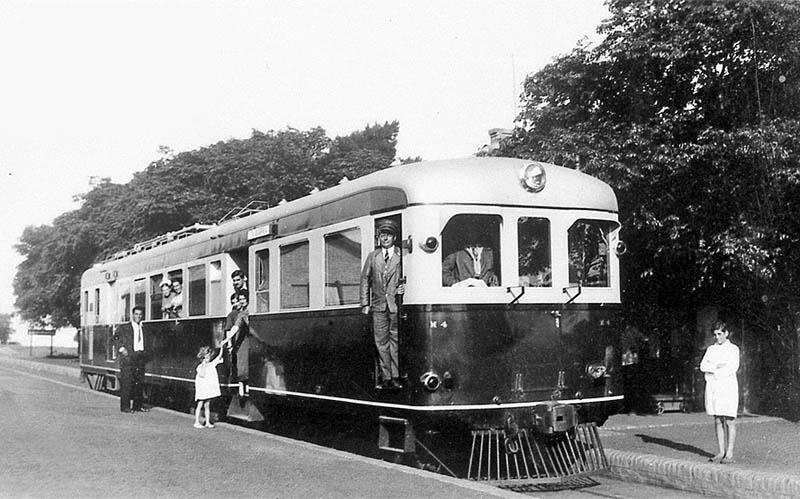
Triebwagen M4 stellt sich dem Fotografen

Einige Zeit später erhielt jeder Triebwagen seine eigene Farbe. Währenddem der crèmefarbene Teil bei allen Fahrzeug gleich blieb, wurden die darüber und darunterliegenden Flächen rot, blau, grün oder ocker gestrichen. Nach der Übernahme der FCPBA durch die Ferrocarril General Belgrano (General-Belgrano-Eisenbahn) im Jahr 1953 wurden alle vier Triebwagen mit dem gleichen roten Farbband versehen.

### Bedienung der Fahrzeuge
Mit einem Handrad auf dem Führerpult wird wie bei einem elektrischen Triebfahrzeug die vom Generator erzeugte und an die Elektromotoren zugeführte Spannung reguliert.
Ein mit Druckluft arbeitender und in Verbindung mit dem Motorregler betriebener, am Motor angebrachter Erreger ermöglichte es, die am Kontroller eingestellte Leistung konstant zu halten. Mit dem Regulator konnte der Dieselmotor auf vier Leistungs-, respektive Geschwindigkeitsstufen eingestellt werden: 600, 800, 950 und 1100/min. Dies ermöglichte einen wirtschaftlichen Betrieb und verhinderte gleichzeitig ein Überlasten des Dieselmotors.
Während der Fahrt musste der Wagenführer stets ein Totmannpedal gedrückt halten. Unterließ er diese Handlung, brachte der Sicherheitsapparat das Fahrzeug zum Stehen.

## Einsatz

### Probefahrten in der Schweiz
Mit dem ersten Triebwagen M1 wurden im Herbst 1935 ausführliche Versuchs- und Probefahrten auf der Strecke Interlaken–Meiringen der Brünigbahn durchgeführt. Die 28 Kilometer lange Strecke hat mit einem Minimalradius von 150 Metern und Neigungen von maximal 13 ‰ ideale Verhältnisse für die Erprobung dieses Fahrzeugtyps. Der Wagenkasten wurde für diese Fahrten separat von Untergestell und den Drehgestellen per Bahn nach Interlaken Ost angeliefert. Nach Abschluss wurde der Triebwagen M1 zusammen mit den drei anderen Wagen nach Argentinien verschifft.

### Einsatz bei der FCPBA
Die vier Triebwagen kamen häufig auf der 54 Kilometer langen Strecke La Plata – Avellaneda zum Einsatz, wofür sie eine Fahrzeit von einer Stunde und fünf Minuten benötigten. Weitere Leistungen deckten die Strecken La Plata – Soma Verde, Mira Pampa und Avellaneda – Monte Chingolo sowie an Wochenenden zwischen La Plata, Azul und Olavarria ab.

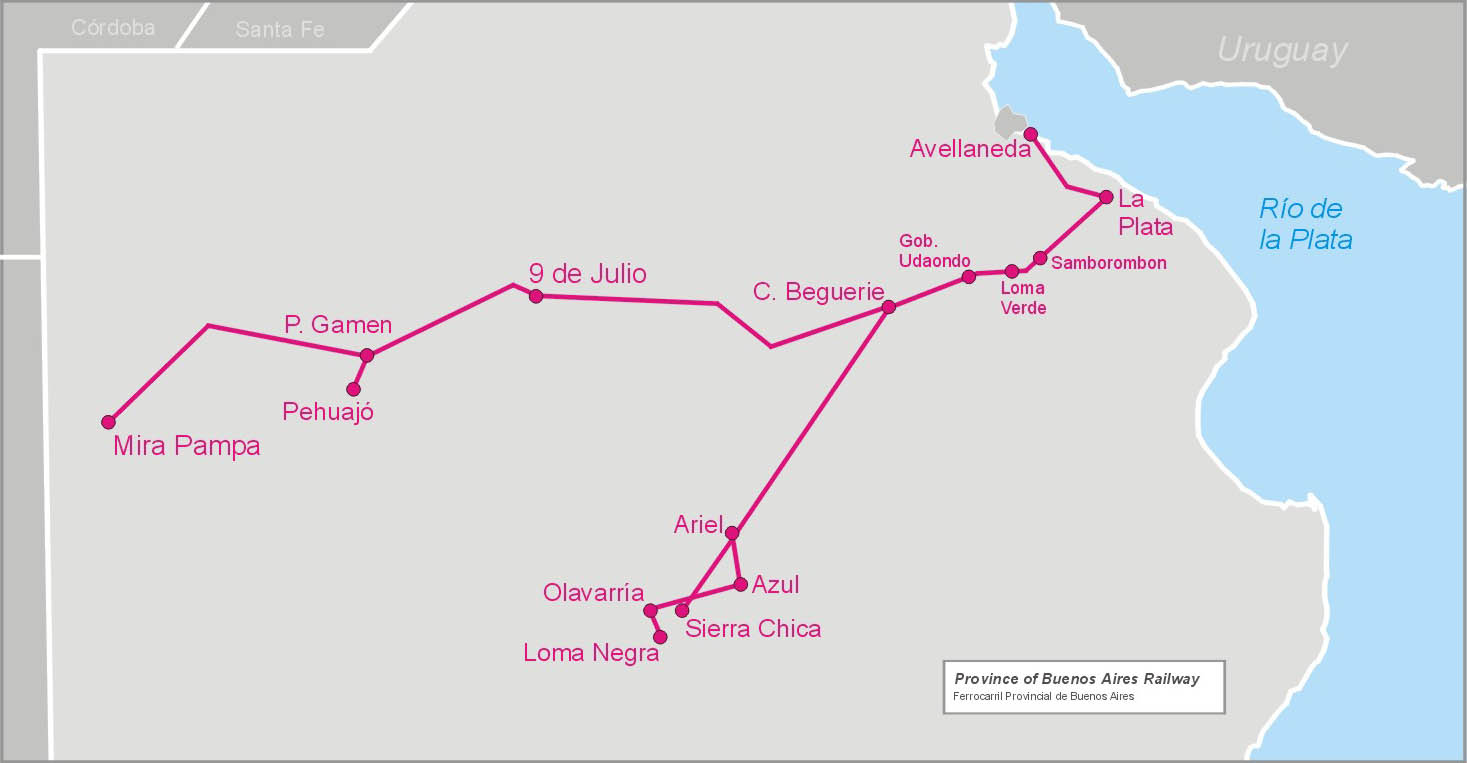
Netzkarte der FCPBA

Für die Einhaltung der Fahrzeiten reichten zwei Drittel der Motorenleistung aus. Nur wenige Male verlangte der Fahrplan ein rasches Beschleunigen und die volle Motorenkraft. Durchschnittlich legte jeder der vier Triebwagen 100'000 km pro Jahr zurück. Zwar wurden die vorgesehenen Steuerwagen zu den Triebwagen nie gebaut, jedoch wurden Gepäck- und insbesondere Milchkühlwagen mitgegeben. Diese rasche Güterbeförderung war derart begehrt, dass dampflokbespannte Züge diese Leistungen übernehmen mussten.

### Verbleib
Mitte der 1960er Jahre wurden die vier Dieseltriebwagen ausrangiert und daraufhin abgebrochen.